# Харитонов, Андрей Александрович
Андрей Александрович Харитонов (15 августа 1895, деревня Корчашкино, Калужская губерния — 15 июня 1967, Москва) — советский военный деятель, генерал-майор (01.10.1942).

## Биография
Андрей Александрович Харитонов родился 15 августа 1895 года в деревне Корчашкино (ныне — Дзержинского района Калужской области).

### Первая мировая и гражданская войны
В 1915 году Харитонов был призван в ряды русской армии. В том же году окончил 2-ю Московскую школу прапорщиков.
В звании поручика принимал участие в военных действиях Первой мировой войны на Юго-Западном фронте на должности командира роты.
В 1918 году перешёл на сторону РККА. Во время Гражданской войны воевал на Восточном и Юго-Западном фронтах на должностях командира батальона и помощника командира стрелкового полка.

### Межвоенное время
В межвоенное время командовал ротой и работа на должностях помощника командира стрелкового батальона и начальника штаба стрелкового полка.
В 1927 году окончил Военную академию им. М. В. Фрунзе
Участвовал в конфликте на КВЖД.
С 1930 году преподавал тактику на курсах усовершенствования комсостава «Выстрел», с 1933 года — в Военной академии механизации и моторизации РККА.
В 1939 году окончил Академию Генерального штаба РККА и в том же году был назначен на должность начальника штаба 23-го стрелкового корпуса.
Принимал участие в советско-финской войне.

### Великая Отечественная война
В начале Великой Отечественной войны Харитонов служил на должности начальника штаба 45-й армии (Закавказский военный округ), а с июля по октябрь 1941 года исполнял должность командующего этой армией, которая прикрывала границу СССР с Турцией, а также выполняла другие задачи.
В ноябре 1942 года Харитонов был назначен на должность начальника штаба 18-й армии, участвовавшей в составе Черноморской группы войск в оборонительных боях севернее города Туапсе, в январе 1943 года — на должность начальника штаба 56-й армии, оборонявшейся под Краснодаром и на туапсинском направлении и участвовавшей в Краснодарской и Новороссийско-Таманской операциях. Харитонов умело руководил штабом армии во время боевых действий при освобождении Кубани и Таманского полуострова, при прорыве «Голубой линии» у станицы Крымской, форсировании Керченского пролива и захвате плацдарма на Керченском полуострове в районе города Керчь. За успешные боевые действия по разгрому противника Андрей Александрович Харитонов был награждён орденом Суворова 2 степени.
В конце ноября 1943 года Харитонов заболел и был госпитализирован. С января 1944 года с излечением состоял в распоряжении Главного управления кадров наркомата обороны.
С апреля 1944 года Харитонов был назначен на должность начальника штаба Московского военного округа.

### Послевоенная карьера
В 1947 году был назначен на должность первого заместителя начальника штаба Московского военного округа, а в 1950 году — на должность старшего военного советника при начальнике генштаба армии Румынской Народной Республики.
В 1954 году вышел в запас.
Андрей Александрович Харитонов умер 15 июня 1967 года в Москве.

## Награды
- Орден Ленина;
- Три ордена Красного Знамени;
- Орден Суворова 2 степени;
- Орден Отечественной войны 1 степени;
- Медали[1].